# Choerophryne fafniri
Choerophryne fafniri es una especie de anfibios de la familia Microhylidae.

## Distribución geográfica
Se encuentra en Papúa Nueva Guinea

## Estado de conservación
Se encuentra amenazada de extinción por la pérdida de su hábitat natural.